# Захорский, Томаш
То́маш Захо́рский (пол. Tomasz Zahorski; произносится ˈtɔmaʐ zaˈhɔrski; 22 ноября 1984, Барчево, Польша) — польский футболист, нападающий.

## Международная карьера
В 2007 году он дебютировал за национальную сборную Польши, а свой первый гол забил 28 февраля 2008 в товарищеском матче против эстонцев, окончившемся победой его команды со счётом 2:0. 28 мая 2008 года попал в окончательный состав сборной из 23-х человек, поехавших на Евро-2008. 16 июня 2008 года дебютировал за сборную на турнире, в последнем матче группового этапа со сборной Хорватии.

## Достижения
«Дискоболия»
- Кубок Польши (1): 2006/07
- Кубок Экстраклассы (1): 2006/07

### Голы за сборную
| №  | Дата            | Место проведения | Оппонент | Счёт | Результат | Соревнование      |
| -- | --------------- | ---------------- | -------- | ---- | --------- | ----------------- |
| 1. | 27 февраля 2008 | Вронки, Польша   | Эстония  | 2:0  | Победа    | Товарищеский матч |